# Tenrekokształtne
Tenrekokształtne (Tenrecomorpha) – podrząd ssaków z rzędu afrosorkowców (Afrosoricida).

## Zasięg występowania
Tenrekokształtne występują na obszarze Afryki (włącznie z Madagaskarem).

## Systematyka
Do podrzędu należą następujące rodziny:
- Tenrecidae J.E. Gray, 1821 – tenrekowate
- Potamogalidae Allman, 1865 – wodnice

Opisano również wymarłe rodzaje o niepewnej pozycji systematycznej:
- Jawharia Seiffert, Simons, Ryan, Bown & Attia, 2007[7] – jedynym przedstawicielem był Jawharia tenrecoides Seiffert, Simons, Ryan, Bown & Attia, 2007
- Nanogale Pickford, 2019[8] – jedynym przedstawicielem był Nanogale fragilis Pickford, 2019
- Qatranilestes Seiffert, 2010[9] – jedynym przedstawicielem był Qatranilestes oligocaenus Seiffert, 2010
- Widanelfarasia Seiffert & Simons, 2000[10]